# پرنگ، سولو
پرنگ، سولو (به لاتین: Parang, Sulu) یک منطقهٔ مسکونی در فیلیپین است که در سولو واقع شده‌است.

## خصوصیات
پرنگ ۲۵۸٫۰۰ کیلومترمربع مساحت دارد.